# 第68届奥斯卡金像奖
第68届奥斯卡颁奖典礼是美国电影艺术与科学学院旨在奖励1995年最优秀电影的一场晚会，于太平洋时区1996年3月25日下午18点（北美东部时区晚上21点）在美国加利福尼亚州洛杉矶的多萝茜·钱德勒大厅举行，共计颁发了24座奥斯卡金像奖（也称学院奖）。本届颁奖典礼由昆西·琼斯担任制片人，杰夫·马格里斯执导，通过ABC在美国直播。女演员乌比·戈德堡第二次担任主持人，她上一次主持是在1994年举行的第66届奥斯卡颁奖典礼。三个星期前的3月2日，男演员理查德·德莱弗斯在比佛利山的威尔希尔丽晶酒店主持颁发了奥斯卡科技成果奖。
《勇敢的心》赢得了包括最佳影片、导演在内的五项大奖，成为本届奥斯卡金像奖角逐中的最大赢家。其它获奖电影包括获奖两项的《阿波罗13号》、《风中奇缘》、《乱世情缘》和《普通的嫌疑犯》，获奖一项的《安妮·弗兰克记得》、《安东尼娅家族》、《小猪宝贝》、《超级无敌掌门狗：剃刀边缘》、《死囚漫步》、《郵差》、《离开拉斯维加斯》、《恋爱中的利伯曼》（Lieberman in Love）、《非强力春药》、《一个幸存者的回忆》（》和《理智与情感》。本届颁奖典礼的电视转播一共吸引了近4500万美国观众收看。

## 获奖和提名
第68届奥斯卡金像奖提名名单於1996年2月13日由学院主席阿瑟·米勒和音乐制作人昆西·琼斯一起在比佛利山的塞缪尔·戈尔德温剧院公布:31，《勇敢的心》以10项提名领跑，《阿波罗13号》以9项紧随其后。
获奖名单在1996年3月25日举行的颁奖典礼上公布，《勇敢的心》成为历史上第九部没有得到任何一项演员类奖项提名但却最终拿下最佳影片奖的电影。米拉·索维诺因《非强力春药》获女配角奖，而在第67届奥斯卡金像奖角逐中，由同一位导演伍迪·艾伦执导的《子弹横飞百老汇》为黛安·韦斯特赢得了女配角奖，这也是历史上首次由同一位导演执导的电影连续两年赢得女配角奖。获得原著改编奖的艾玛·汤普森成为历史上首位赢得过奥斯卡演员类和编剧类奖项的电影人。她曾因1992年的电影《霍华德庄园》获第65届奥斯卡女主角奖。

### 奖项

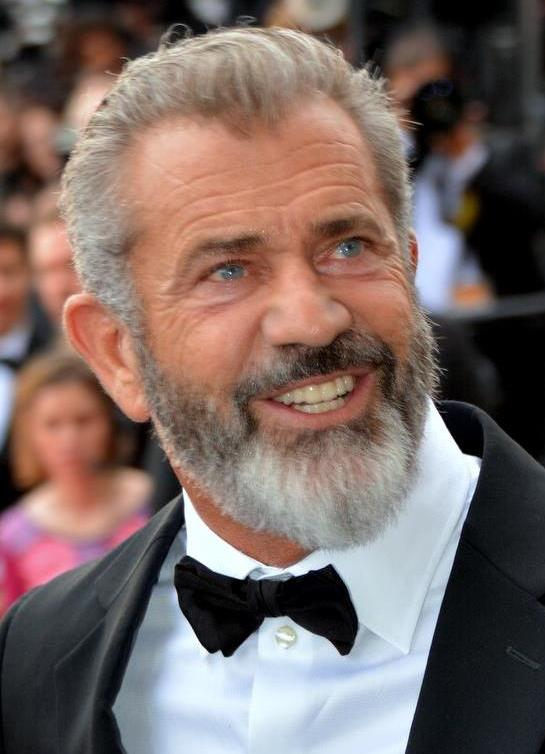
梅尔·吉布森因《勇敢的心》获导演奖

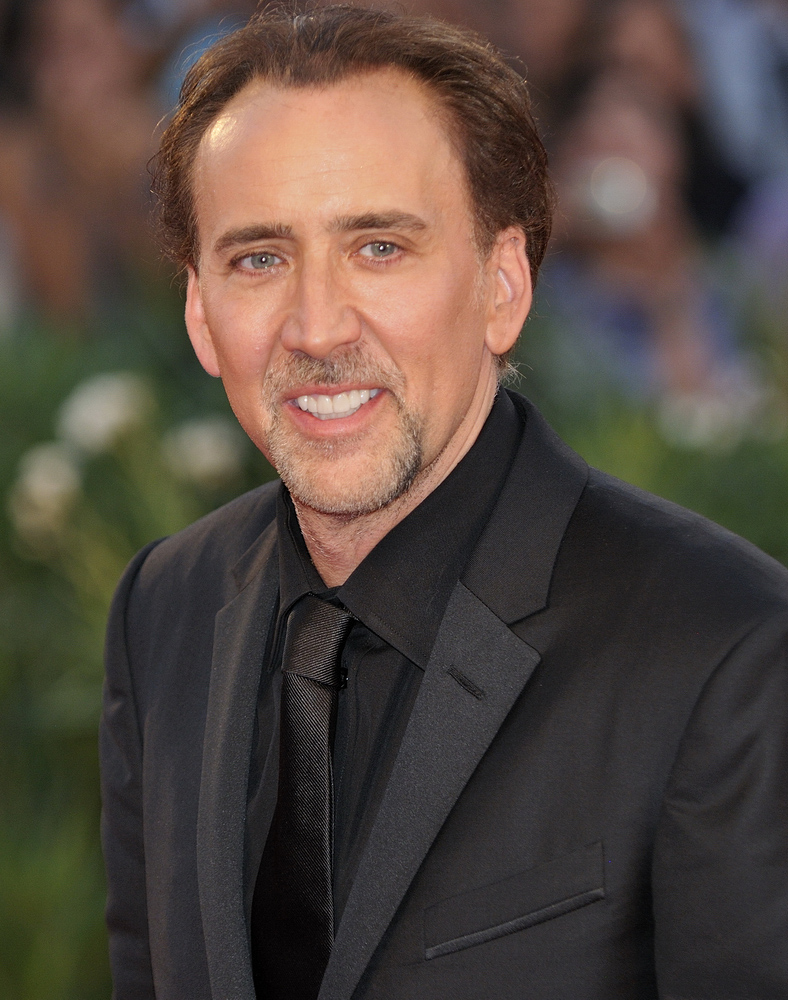
尼古拉斯·凯奇因《离开拉斯维加斯》获男主角奖

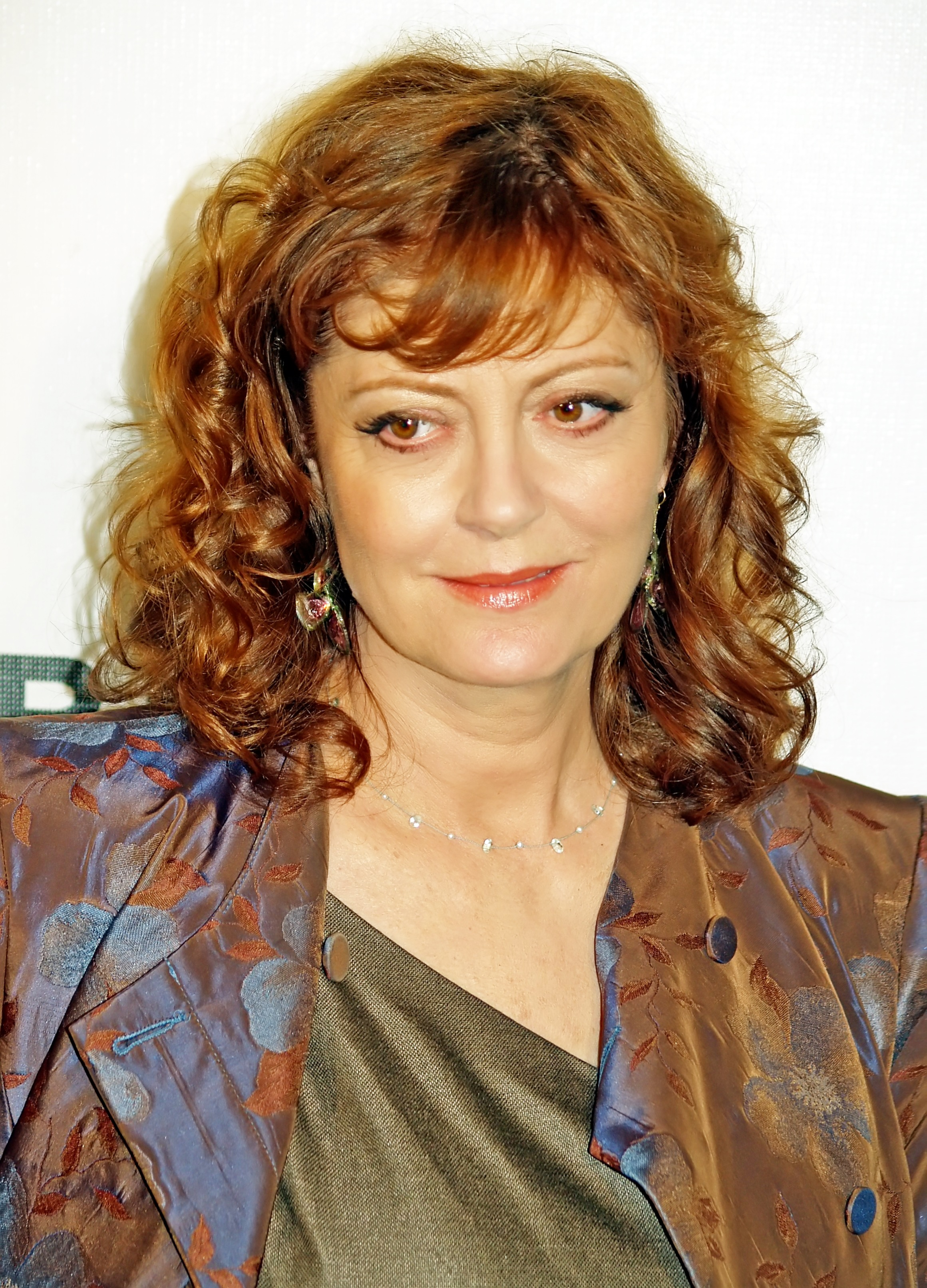
苏珊·萨兰登因《死囚漫步》获女主角奖

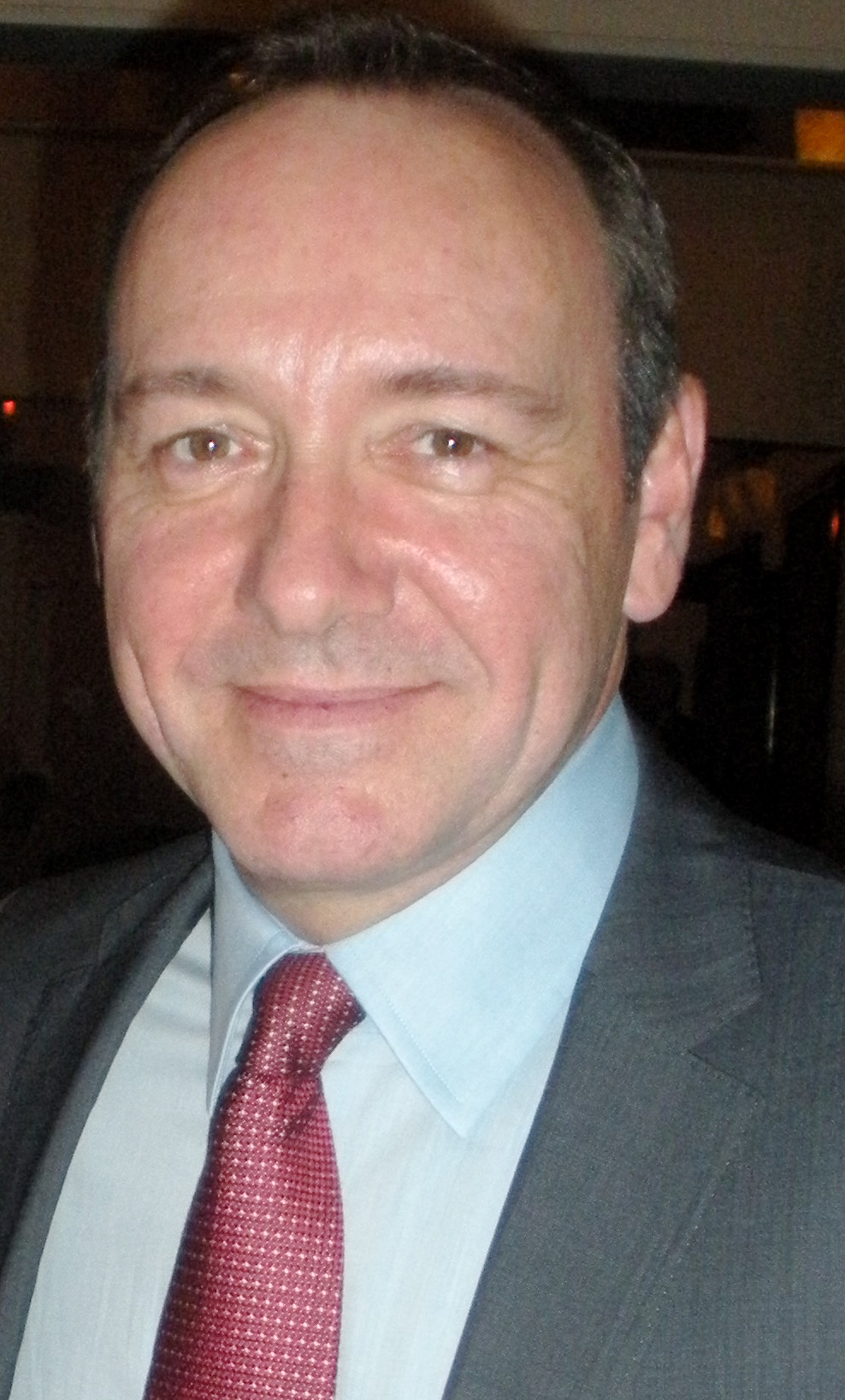
凯文·斯派西因《普通的嫌疑犯》获男配角奖

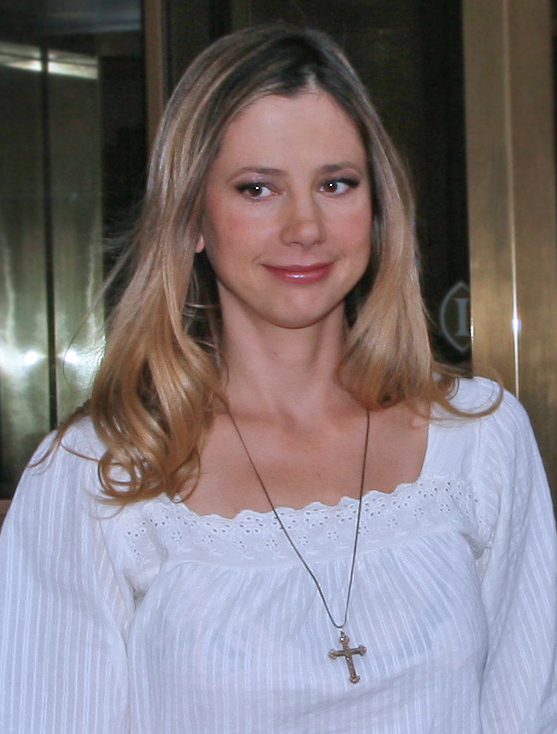
米拉·索维诺因《非强力春药》获女配角奖

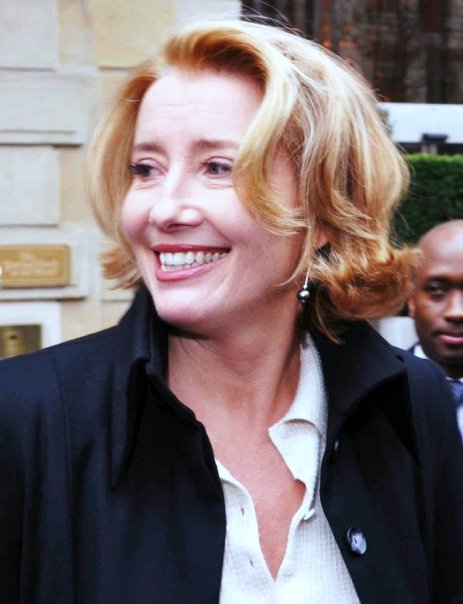
艾玛·汤普森因《理智与情感》获原著改编奖

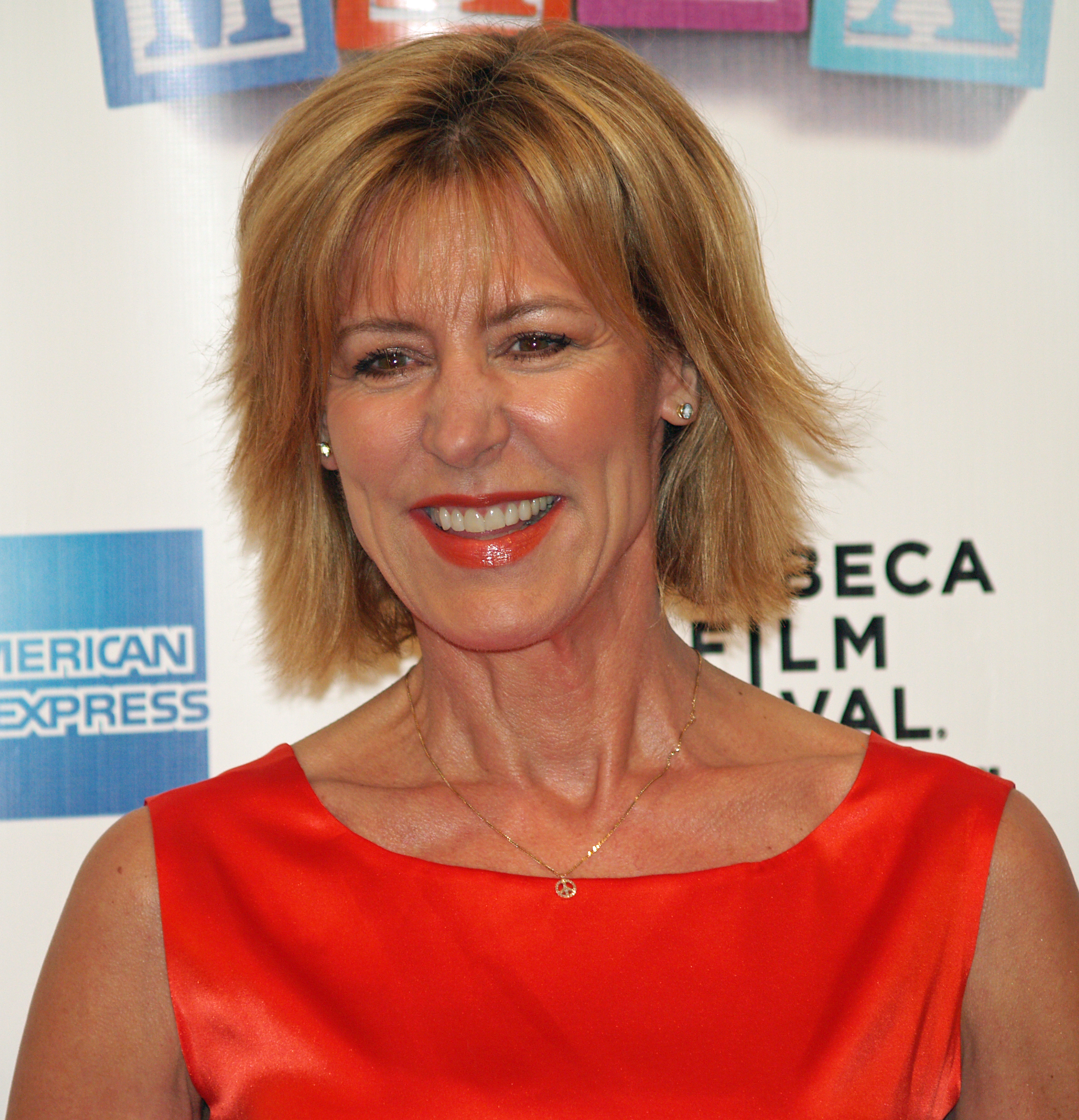
克里斯蒂娜·拉赫蒂因《恋爱中的利伯曼》获真人短片奖

获奖作品列在最上方一行且右侧附上‡符号：
| 最佳影片 - 《勇敢的心》——梅尔·吉布森、布鲁斯·戴维（Bruce Davey）、斯蒂芬·麦科维蒂（Stephen McEveety）和艾伦·拉德二世（Alan Ladd, Jr.）‡ - 《阿波罗13号》——布莱恩·格雷泽 - 《小猪宝贝》——乔治·米勒、比尔·米勒 - 《郵差》——盖太诺·丹尼尔（Gaetano Daniele） - 《理智与情感》——林赛·多兰 | 导演 - 梅尔·吉布森——《勇敢的心》‡ - 迈克·菲吉斯——《离开拉斯维加斯》 - 克里斯·诺兰——《小猪宝贝》 - 迈克尔·拉德福——《郵差》 - 蒂姆·罗宾斯——《死囚漫步》 |
| 男主角 - 尼古拉斯·凯奇——《离开拉斯维加斯》‡ - 李察·德雷福斯——《霍兰先生的乐章》 - 安东尼·霍普金斯——《尼克松》 - 肖恩·潘——《死囚漫步》 - 马西莫·特罗西——《郵差》 | 女主角 - 苏珊·萨兰登——《死囚漫步》‡ - 伊莉莎白·苏——《离开拉斯维加斯》 - 莎朗·斯通——《賭城風雲》 - 梅丽尔·斯特里普——《麦迪逊之桥》 - 艾玛·汤普森——《理性與感性》 |
| 男配角 - 凯文·斯派西——《普通的嫌疑犯》‡ - 詹姆斯·克伦威尔——《小猪宝贝》 - 艾德·哈里斯——《阿波罗13号》 - 布拉德·皮特——《12猴子》 - 蒂姆·罗斯——《赤胆豪情》 | 女配角 - 米拉·索维诺——《非强力春药》‡ - 琼·爱伦——《尼克松》 - 凯瑟琳·奎南——《阿波罗13号》 - 梅尔·温宁厄姆——《乔治亚》 - 凯特·温斯莱特——《理性與感性》 |
| 原著改编 - 《理性與感性》——艾玛·汤普森改编自简·奥斯丁的同名小说‡ - 《阿波罗13号》——阿尔·赖纳特（Al Reinert）和威廉·保尔斯·杰宁改编自吉姆·洛弗尔和杰弗里·克鲁格的小说《与月球失之交臂》（Lost Moon） - 《小猪宝贝》——乔治·米勒和克里斯·努安改编自迪克·金-史密斯的小说《牧羊猪》 - 《离开拉斯维加斯》——迈克·菲吉斯改编自约翰·奥布莱恩的同名小说 - 《郵差》——迈克尔·拉德福、安娜·帕维格纳诺（Anna Pavignano）、富里奥·斯卡派利、贾科莫·史卡佩利（Giacomo Scarpelli）和马西莫·特罗西改编自安东尼奥·斯卡尔梅达的小说《邮差》（Ardiente Paciencia） | 原著剧本 - 《普通的嫌疑犯》——克里斯托弗·麦奎里‡ - 《勇敢的心》——兰道尔·华莱士 - 《非强力春药》——伍迪·艾伦 - 《尼克松》——奥利佛·斯通、克里斯托弗·威尔金森和史蒂芬·J·里维尔（Stephen J. Rivele） - 《玩具总动员》——乔斯·韦登、安德鲁·斯坦顿、乔尔·科恩（Joel Cohen）、亚历克·索科洛夫（Alec Sokolow）、约翰·拉塞特、彼特·道格特和乔·兰福特                                                                         |
| 外语片 - 《安东尼娅家族》（ 荷蘭，荷兰语）——玛琳·格里斯‡ - 《教室别恋》（ 瑞典，瑞典语）——波·维德伯格 - 《生命如尘》（ 阿尔及利亚，法语）——拉契得·波查拉 - 《花好月圆》（ 巴西，葡萄牙语和意大利语）——法比奥·巴瑞托 - 《新天堂星探》（ 義大利，意大利语）——朱塞佩·托纳多雷 | 原创歌曲 - 《》（《风中奇缘》插曲）——作曲：艾伦·曼肯，作词：史蒂芬·施沃茨‡ - “”（《死囚漫步》插曲）——词曲：布鲁斯·斯普林斯汀 - “”（《天生爱情狂》插曲）——词曲：迈克尔·凯曼、布莱恩·亚当斯和罗伯特·约翰·兰格 - “”（《新龙凤配》插曲）——作曲：约翰·威廉姆斯，作词：艾伦·伯格曼和玛丽莲·伯格曼 - “”（《玩具总动员》插曲）——词曲：兰迪·纽曼                                   |
| 纪录片 - 《安妮·弗兰克记得》——乔恩·布莱尔‡ - 《PBS“公民凯恩”之外的战斗》——托马斯·列农（Thomas Lennon）和迈克尔·艾普斯坦（Michael Epstein） - 《小奇迹》（Fiddlefest—Roberta Tzavaras and Her East Harlem Violin Program）——艾伦·米勒（Allan Miller）和沃尔特·朔伊尔（Walter Scheuer） - 《汉克·阿伦：追逐梦想》（Hank Aaron: Chasing the Dream）——麦克·托林（Mike Tollin）和弗雷德里克·戈尔丁（Fredric Golding） - 《恼人的小湾》（Troublesome Creek: A Midwestern）——珍妮·乔丹和史蒂芬·阿什尔 | 纪录短片 - 《一个幸存者的回忆》——凯瑞·安多利斯‡ - 《吉姆·蒂乐：墙壁上的自画像》——南希·戴恩（Nancy Dine）和理查德·史迪威（Richard Stilwell） - 《生命海洋》——格雷戈·迈吉里弗雷（Greg MacGillivray）和亚历克·洛里摩尔 - 《永不放弃》——特瑞·桑德斯（Terry Sanders）和芙蕾达·李·莫克 - 《仇恨之影》（The Shadow of Hate）——查尔斯·古根海姆 |
| 實景短片 - 《恋爱中的利伯曼》——克里斯蒂娜·拉赫蒂和贾纳·苏·梅梅尔（Jana Sue Memel）‡ - 《扫帚》（Brooms）——卢克·克雷斯韦尔（Luke Cresswell）和史蒂夫·麦克尼古拉斯（Steve McNicholas） - 《克鲁夫公爵》（Duke of Groove）——格里芬·邓恩和汤姆·科尔韦尔（Thom Colwell） - 《小惊喜》（Little Surprises）——杰夫·高布伦和蒂基·戈德堡（Tikki Goldberg） - 《星期二早晨》（Tuesday Morning Ride）——戴安妮·休斯顿和乔伊·瑞安（Joy Ryan） | 动画短片 - 《超级无敌掌门狗：剃刀边缘》——尼克·帕克‡ - 《天外飞鸡》（The Chicken From Outer Space）——约翰·迪尔沃思 - 《颠覆》（The End）——克里斯·兰德雷斯和罗宾·巴格（Robin Barger） - 《小虫加加林》（Gagarin）——阿历克西·卡里蒂迪（Alexiy Kharitidi） - 《大脑失控》——克里斯·贝利（Chris Bailey） |
| 原创配乐（正剧类） - 《郵差》——路易斯·巴卡洛夫‡ - 《理性與感性》——帕特里克·杜尔 - 《阿波罗13号》——詹姆斯·霍纳 - 《勇敢的心》——詹姆斯·霍纳 - 《尼克松》——约翰·威廉姆斯 | 原创配乐（音乐剧/喜剧类） - 《风中奇缘》——亞倫·孟肯和史蒂芬·施沃茨‡ - 《新龙凤配》——约翰·威廉姆斯 - 《美国总统》——马克·施艾曼 - 《玩具总动员》——兰迪·纽曼 - 《真情赤子心》——托马斯·纽曼 |
| 音效剪辑 - 《勇敢的心》——朗·本德尔（Lon Bender）和皮尔·哈尔贝格（Per Hallberg）‡ - 《红潮风暴》——乔治·沃特斯二世（George Watters II） - 《永远的蝙蝠侠》——约翰·里维克（John Leveque）和布鲁斯·斯坦布勒（Bruce Stambler） | 音效 - 《阿波罗13号》——里克·迪奥、斯蒂夫·佩德森、史考特·米兰和大卫·麦克米伦‡ - 《勇敢的心》——安迪·尼尔森、史考特·米兰、安娜·贝尔默和布莱恩·西蒙斯 - 《永远的蝙蝠侠》——唐纳德·米切尔、弗兰克·蒙塔诺、迈克尔·赫比克和皮特尔·赫利达尔 - 《红潮风暴》——凯文·奥康奈尔、里克·克莱恩、格里高利·沃特金斯和威廉·开普兰 - 《未来水世界》——斯蒂夫·马斯洛、格雷格·兰德克和基思·韦斯特 |
| 艺术指导 - 《乱世情缘》——艺术指导和内部装饰：欧亨尼奥·萨内蒂‡ - 《小公主》——艺术指导：博·维尔奇，内部装饰：谢丽尔·卡拉西克（Cheryl Carasik） - 《阿波罗13号》——艺术指导：迈克尔·科伦布利斯（Michael Corenblith），内部装饰：梅莉迪丝·博斯韦尔（Merideth Boswell） - 《小猪宝贝》——艺术指导：羅傑·福特，内部装饰：凯莉·布朗（Kerrie Brown） - 《理查三世》——艺术指导和内部装饰：托尼·伯勒（Tony Burrough） | 摄影 - 《勇敢的心》——约翰·托尔‡ - 《小公主》——艾曼努尔·卢贝兹基 - 《摇啊摇，摇到外婆桥》——吕乐 - 《理性與感性》——迈克尔·库尔特（Michael Coulter） - 《永远的蝙蝠侠》——斯蒂芬·戈德布拉特（Stephen Goldblatt） |
| 化妆 - 《勇敢的心》——彼得·弗兰普顿（Peter Frampton）、保罗·派特森（Paul Pattison）和洛伊丝·伯韦尔（Lois Burwell）‡ - 《同居大作战》——格雷格·坎农（Greg Cannom）、鲍勃·拉登（Bob Laden）和科琳·卡拉汉（Colleen Callaghan） - 《玉米田的天空》——肯·迪亚兹（Ken Diaz）和马克·桑切斯（Mark Sanchez） | 服装设计 - 《乱世情缘》——詹姆斯·艾奇逊（James Acheson）‡ - 《勇敢的心》——查尔斯·诺德（Charles Knode） - 《理性與感性》——珍妮·碧万和约翰·布莱特（John Bright） - 《12猴子》——朱莉·韦斯（Julie Weiss） - 《理查三世》——舒娜·哈伍德（Shuna Harwood） |
| 剪辑 - 《阿波罗13号》——迈克·希尔和丹尼尔·P·汉利‡ - 《红潮风暴》——克里斯·莱本森 - 《小猪宝贝》——马库斯·达西（Marcus D'Arcy）和杰伊·弗里德金（Jay Friedkin） - 《七宗罪》——理查德·弗朗西斯-布鲁斯 - 《勇敢的心》——史蒂芬·罗森布鲁姆 | 视觉效果 - 《小猪宝贝》——斯科特·安德森（Scott Anderson）、查尔斯·吉布森（Charles Gibson）、尼尔·斯坎伦（Neal Scanlan）和约翰·考克斯（John Cox）‡ - 《阿波罗13号》——罗伯特·李加多、迈克尔·坎费尔（Michael Kanfer）、莱斯利·艾克（Leslie Ekker）和马特·斯威尼 |

### 奥斯卡荣誉奖
- 查克·琼斯[17]
- 柯克·道格拉斯[18]

### 特别成就奖
- 约翰·拉塞特因《玩具总动员》获奖[19]

### 提名和获奖大户
| 提名数量 | 片名               |
| -------- | ------------------ |
| 10       | 《勇敢的心》       |
| 9        | 《阿波罗13号》     |
| 7        | 《小猪宝贝》       |
| 7        | 《理性與感性》     |
| 5        | 《郵差》           |
| 4        | 《死囚漫步》       |
| 4        | 《离开拉斯维加斯》 |
| 4        | 《尼克松》         |
| 4        | 《玩具总动员》     |
| 3        | 《永远的蝙蝠侠》   |
| 3        | 《红潮风暴》       |
| 2        | 《12猴子》         |
| 2        | 《小公主》         |
| 2        | 《非强力春药》     |
| 2        | 《风中奇缘》       |
| 2        | 《乱世情缘》       |
| 2        | 《理查三世》       |
| 2        | 《新龙凤配》       |
| 2        | 《普通的嫌疑犯》   |

| 获奖数量 | 片名             |
| -------- | ---------------- |
| 5        | 《勇敢的心》     |
| 2        | 《阿波罗13号》   |
| 2        | 《风中奇缘》     |
| 2        | 《乱世情缘》     |
| 2        | 《普通的嫌疑犯》 |

## 颁奖和表演嘉宾
以下人士出场颁发了奖项或表演节目：:39

### 颁奖嘉宾
| 姓名                                        | 角色                                                 |
| ------------------------------------------- | ---------------------------------------------------- |
| 莱斯·马沙克（Les Marshak）                             | 第68届奥斯卡颁奖典礼广播员                           |
| 皮尔斯·布鲁斯南 娜奥米·坎贝尔 克劳迪娅·希弗 | 颁发服装设计奖                                       |
| 黛安·韦斯特                                 | 颁发男配角奖                                         |
| 艾丽西亚·希尔维斯通                         | 颁发化妆奖                                           |
| 杰里米·艾恩斯                               | 介绍最佳影片提名电影《勇敢的心》                     |
| 艾玛·汤普森                                 | 颁发艺术指导奖                                       |
| 克里斯·奥唐纳                               | 引出原创歌曲奖提名作品“”的现场表演                   |
| 罗宾·威廉斯                                 | 向查克·琼斯颁发荣誉奖，并向约翰·拉塞特颁发特别成就奖 |
| 成龙 卡里姆·阿卜杜尔-贾巴尔                 | 颁发真人短片奖和动画短片奖                           |
| 桑德拉·布洛克                               | 颁奖音效剪辑奖                                       |
| 约翰·特拉沃尔塔                             | 介绍最佳影片提名电影《阿波罗13号》                   |
| 斯蒂芬·西格尔                               | 颁发音效奖                                           |
| 马丁·兰道                                   | 颁发女配角奖                                         |
| 吉姆·凯瑞                                   | 颁发摄影奖                                           |
| 戈尔迪·霍恩 库尔特·拉塞尔                   | 颁发剪辑奖                                           |
| 李察·德雷福斯                               | 引出科技成果奖和戈登·E·索耶奖的颁奖片断              |
| 薇诺娜·瑞德                                 | 引出原创歌曲奖提名作品“”的现场表演                   |
| 威尔·史密斯                                 | 颁发视觉效果奖                                       |
| 尼古拉斯·凯奇 伊丽莎白·苏                   | 颁发纪录片奖和纪录短片奖                             |
| 内森·连恩                                   | 引出原创歌曲奖提名作品《》的现场表演                 |
| 梅尔·吉布森                                 | 颁发外语片奖                                         |
| 安杰丽卡·休斯顿                             | 介绍最佳影片提名电影《理智与情感》                   |
| 史蒂文·斯皮尔伯格                           | 向柯克·道格拉斯颁奖荣誉奖                            |
| 昆西·琼斯 莎朗·斯通                         | 颁发两个原创配乐奖（正剧类和音乐剧/喜剧类）          |
| 连姆·尼森                                   | 介绍最佳影片提名电影《郵差》                         |
| 亚瑟·米勒                                   | 引出纪念去世影人片断                                 |
| 杰米·史密兹                                 | 引出原创歌曲奖提名作品“”的现场表演                   |
| 苏珊·萨兰登                                 | 颁发原著剧本奖                                       |
| 安东尼·霍普金斯                             | 颁发原著改编奖                                       |
| 克里斯托弗·里夫                             | 引出社会问题电影蒙太奇                               |
| 安吉拉·贝塞特 劳伦斯·菲什伯恩               | 颁发原创歌曲奖                                       |
| 罗伯特·泽米基斯                             | 颁发导演奖                                           |
| 尼科尔·基德曼                               | 介绍最佳影片提名电影《小猪宝贝》                     |
| 汤姆·汉克斯                                 | 颁发女主角奖                                         |
| 杰西卡·兰格                                 | 颁发男主角奖                                         |
| 西德尼·波蒂埃                               | 颁发最佳影片奖                                       |

### 表演嘉宾
| 姓名                  | 角色     | 表演                                                  |
| --------------------- | -------- | ----------------------------------------------------- |
| 汤姆·斯科特           | 音乐编排 | 管弦乐                                                |
| 格洛丽亚·埃斯特凡     | 表演者   | 《新龙凤配》插曲“”                                    |
| 莱尔·洛维特 兰迪·纽曼 | 表演者   | 《玩具总动员》插曲“”                                  |
| 破铜烂铁乐队          | 表演者   | 音效剪辑奖蒙太奇                                      |
| 布魯斯·斯普林斯汀     | 表演者   | 《死囚漫步》插曲“”                                    |
| 萨维昂·格洛弗         | 表演者   | 随《雨中曲》插曲《雨中哼唱》跳踢踏舞来向吉恩·凯利致敬 |
| 凡妮莎·威廉姆斯       | 表演者   | 《风中奇缘》插曲《》                                  |
| 布莱恩·亚当斯         | 表演者   | 《天生爱情狂》插曲“”                                  |
|                       | 表演者   | 原创歌曲奖获奖歌曲联唱                                |

## 典礼资讯

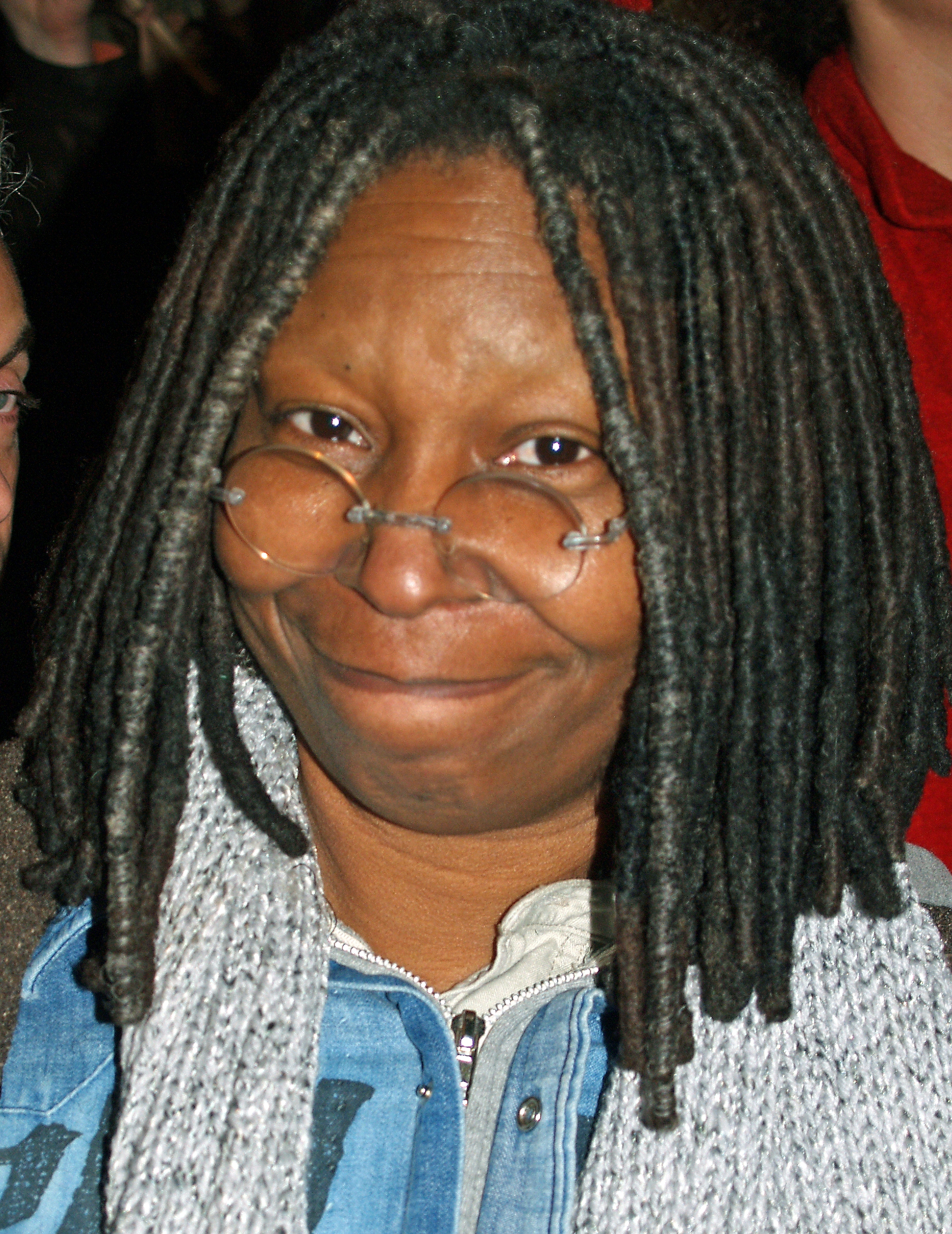
乌比·戈德堡担任第68届奥斯卡颁奖典礼的主持人

由于大卫·莱特曼主持的第67届奥斯卡颁奖典礼所获评价不佳，老牌影视导演吉尔伯特·凯茨决定不出任本届颁奖典礼的制片人:100。1995年11月，美国电影艺术与科学学院聘请了音乐制作人兼简·赫尔索特人道精神奖得主昆西·琼斯出任1996年颁奖典礼的制片人。琼斯立即决定请女演员兼喜剧演员乌比·戈德堡担任主持人。在一次接受《洛杉矶时报》作家苏珊·金（Susan King）采访时，琼斯表示自己选择戈德堡做主持人是因为她能在节目保持优雅和尊严的同时又非常有趣，而且她了解街头文化，知识面也很广。
颁奖典礼上以一段精心制作时装表演的形式展示了获服装设计奖提名的作品:114，这段表演由时尚摄影师马修·罗尔斯顿制作，卡梅伦·阿尔波兹安、泰森·贝克福德、提拉·班克斯、马库斯·申肯伯格和乔伊·维斯特（Joel West）几位模特儿各自身穿5部获提名电影中的各种服装参加了现场走秀:122。起初学院打算请男演员杰克·尼科尔森与娜奥米·坎贝尔和克劳迪娅·希弗两位模特儿一起引出这段表演，不过他拒绝了这一邀请，之后另一位男演员皮尔斯·布鲁斯南接受了这个任务:114。
另外还有多人参与了颁奖典礼的制作。杰夫·马格里斯担任节目的导演:106，女演员兼谈话节目主持人奥普拉·温弗瑞在电视转播开始时的红地毯秀上采访了多位获提名的电影人和出席嘉宾，节目时长约为7分钟:121。作曲家兼萨克斯演奏家汤姆·斯科特担任晚会的音乐总监:118。编舞家杰米·金督导了原创歌曲奖提名作品和两首舞蹈曲目的演出编排。《小猪宝贝》中的主角猪宝贝与猪小姐一起参与了一个喜剧小品的演出:118。近一年前因一次骑马事故而瘫痪的男演员克里斯托弗·里夫令人意外地出现在了电视转播中，他呼吁电影人制作世界所面对最重要议题的电影:127。

### 原创配乐奖的分裂
从本届颁奖典礼开始，美国电影艺术与科学学院的音乐分支将原创配乐奖按电影类型分成两个奖项，分别是正剧类和音乐剧/喜剧类。这被视为学院对华特迪士尼动画工作室制作的动画长片在过去多年中垄断原创配乐奖和原创歌曲奖所做出的回应:99。四年后，这两个奖项又重新合并成了原来的这一个奖。

### 最佳影片奖提名电影票房表现
截止1996年2月13日提名公布时，5部获最佳影片奖提名电影在美国的票房收入一共为3亿3260万5665美元，平均每部6652万1133美元。其中《阿波罗13号》以1亿7207万1312美元名列榜首，之后分别是收入6704万7523美元的《勇敢的心》，进账5816万9701美元的《小猪宝贝》，收入2462万1781美元的《理智与情感》和进账1069万5348美元的《邮差》。

### 彩虹联盟的抗议
颁奖典礼开始数天前，牧师杰西·杰克逊带领激进团体彩虹联盟（Rainbow Coalition），计划针对电影业中有关非裔美国人和其他少数群体所面临的问题进行一次抗议活动。该团体对电影和电视中对少数族裔进行的直言不讳刻划表示反对，还抗议了娱乐业中这些族群就业比例较低的情况。杰克逊还进一步指出，获真人短片奖提名的戴安妮·休斯顿是这年唯一一位获提名的非裔美国人，由此可见少数族裔在好莱坞所存在的差距。该团队起初计划在多萝茜·钱德勒大厅外举行示威，但之后杰克逊和制片人琼斯之间达成了一项协议，抗议活动改在邻近的美国广播公司子公司的广播设施前进行:38。不过琼斯表示，奥斯卡颁奖典礼不是进行此类抗议的合适场所，声称：“凭什么电影业就要和美国的其他任何行业不同？全国普遍存在这个问题，方方面面都存在着歧视。”

### 专业评价
本届晚会获奖了大部分媒体的正面评价。《纽约时报》影评人珍妮特·马斯林（Janet Maslin）对之赞不绝口：“琼斯先生有针对性地将今年的颁奖典礼转变成了对好莱坞新星的展示。”她还称赞了主持人乌比·戈德堡的开场独白，称其“树立了今年插科打诨段落的尖锐标准”。《人物》周刊专栏作家珍妮丝·明（Janice Min）写道，“3月25日举办的第68届奥斯卡颁奖典礼中最令人震惊的犯罪行为就是——哦天呐！——那永无止境的优雅和高品味……这是最高级的笑料！”。《洛杉矶时报》电视评论员霍华德·罗森伯格（Howard Rosenberg）为戈德堡的表现叫好，指出她“自信的表演……象征着继1994年颁奖典礼后惊人的进步”。
一些媒体对晚会的评价不佳。《芝加哥论坛报》电影评论员史蒂夫·约翰逊（Steve Johnson）感叹戈德堡的表现平淡无奇，像去年大卫·莱特曼无法预料的胡思乱想那样把节目变得漫长。他还表示，以服装设计奖提名作品的表演作为开场的做法，是继第61届奥斯卡颁奖典礼上罗伯·劳和白雪公主演唱作开场以来最愚蠢的。《娱乐周刊》的肯·塔克对最佳影片奖得主《勇敢的心》的主导地位感到哀叹，还认为这个夜晚因缺乏时尚魅力而变得有些让人讨厌。

### 收视率和奖项
本届颁奖典礼通过美国广播公司在美国直播，其播出时段里平均有4481万观众收看，与去年相比提高了9%。不过根据尼尔森收视率调查的数据显示，本届晚会吸引了30.3%的美国家庭收看，与去年的32.5%相比有所下降。而在18-49岁年龄段人段中，节目的收视率为18.6%，也不及前一年的21.7%。
1996年7月，颁奖典礼获得了第48届黄金时段艾美奖的7项提名，并在两个月后为格雷格·布伦顿（Greg Brunton）赢得了一座电视转播照明设计和指导奖。

## 纪念
奥斯卡颁奖典礼上一年一度的“纪念”致敬环节旨在纪念过去一年中逝世的业内人士，本场晚会上的这一环节由学院主席亚瑟·米勒引出。其背景音乐是电影《潮浪王子》的主题曲，由詹姆斯·纽顿·霍华德作曲。:51
| - 金吉尔·罗杰斯 - 米克罗斯·罗兹萨 - 玛克辛·安德鲁斯 - 迈克尔·V·格佐 - 迪恩·马丁 - 维韦卡·林德福什 - 马丁·鲍尔萨姆 - 弗里兹·弗里伦 - 伯尔·艾弗斯 - 巴特弗莱·麦克昆 - 多萝茜·杰金斯 - 南茜·凯利 - 拉娜·特纳 | - 小伊莱莎·库克 - 艾达·卢皮诺 - 哈瑞·霍纳 - 特里·索泽恩 - 吴汉润 - 邁克爾·霍登 - 唐·辛普森 - 罗斯·亨特 - 弗兰克·佩里 - 亚历山大·乔杜诺夫 - 路易斯·梅尔 - 霍华德·科奇 - 乔治·伯恩斯 |

此外，晚会上还安排了踢踏舞演员萨维昂·格洛弗随《雨中曲》中的一首《雨中哼唱》起舞，来向男演员、舞蹈演员兼老牌奥斯卡颁奖典礼主持人吉恩·凯利致敬。